# Les Mauvaises Gens
 (mai 2018).
Les Mauvaises Gens est une bande dessinée documentaire en noir et blanc d'Étienne Davodeau publiée en 2005 par Delcourt dans la collection Encrages. Elle raconte l'histoire des parents de l'auteur par le prisme de leurs activités syndicales. Succès critique qui a assis la réputation de Davodeau, Les Mauvaises Gens a reçu plusieurs prix importants.

## Synopsis
Dans Les Mauvaises Gens, Davodeau raconte le passé de militants syndicaux et la jeunesse de ses parents. Ouvriers dans la région française très traditionaliste des Mauges, ceux-ci sont venus à l'action syndicale sous l'influence d'un prêtre catholique membre de la jeunesse ouvrière chrétienne (JOC). À travers l'histoire de ses parents, Davodeau brosse le portrait de toute une partie d'une génération qui a suivi un parcours similaire entre 1950 et 1980.
Avec Les Mauvaises Gens, Davodeau renoue avec le style « BD reportage » déjà présent dans Rural !, cette fois sur un sujet plus personnel.

## Publication

### Éditeurs
- Delcourt (Collection Encrages) (2005)  (ISBN 2-84789-449-7)

## Récompenses
- Prix du scénario[1] et Prix public du meilleur album au Festival international de la bande dessinée d'Angoulême 2006.
- Prix de la critique de l'Association des critiques et des journalistes de bande dessinée[2].
- Prix France Info de la bande dessinée d'actualité 2006[3].

### Documentation
- Évariste Blanchet, « Le Sel de la terre », dans Bananas n°1, printemps 2006, p. 43-46.
- (en) Claire Tufts, « Family History and Social History: Étienne Davodeau’s Reportage of Reality in Les Mauvaises gens », dans European Comic Art n°1, Liverpool : Liverpool University Press vol. 1:1, printemps 2008, p. 37-56.
- Jean-Christophe Ogier et Franck Bourgeron, « 20 ans de Prix France Info: en 2006, "Les Mauvaises Gens" d'Etienne Davodeau », France Info,‎ 18 juillet 2014 (lire en ligne)
- Emmanuelle Pauly, « Les mauvaises gens. Une histoire de militants », Le Monde diplomatique,‎ juillet 2006
- La Rédaction, « BD : nouveau prix pour Étienne Davodeau », Ouest-France,‎ 25 janvier 2006
- Paul Gravett (dir.), « Les années 2000 : Les Mauvaises Gens », dans Les 1001 BD qu'il faut avoir lues dans sa vie, Flammarion, 2012 (ISBN 2081277735), p. 830.